# Video nasty
Video nasty (pol. nieprzyzwoite filmy) – termin ukuty w Wielkiej Brytanii w latach 80. minionego stulecia, odnoszący się do dystrybuowanych na wideokasetach filmów, krytykowanych przez prasę i organizacje religijne za brutalność oraz epatowanie seksem. Wprowadzenie listy wiązało się z brakiem regulacji ograniczeń wiekowych filmów trafiających na rynek domowy, w odróżnieniu od filmów wyświetlanych w kinach, które zawsze klasyfikowane były przez British Board of Film Censors. Brak odpowiednich regulacji powodował, że – na mocy Obscene Publications Act (tłum. Ustawa o gorszących publikacjach) z 1959 roku – możliwe było pociągnięcie do odpowiedzialności karnej producentów, dystrybutorów i sprzedawców filmów, które przez lokalne władze uznane zostały za gorszące. Na początku lat 80. doprowadziło to do nalotów na brytyjskie wideowypożyczalnie, a ponieważ dobór „gorszących” tytułów był kompletnie przypadkowy, za takowy uznano m.in. komediowy musical Dolly Parton Najlepszy mały burdelik w Teksasie. W roku 1983 brytyjska prokuratura opublikowała własną listę filmów, czyli właśnie video nasties, które następnie – na mocy uchwalonej w 1984 roku Video Recordings Act (tłum. Ustawa o wideonagraniach) – zostały zakazane.

## Listavideo nasties
| Film                                   | Tytuł oryginalny                         | Kraj            | Rok prod. | Dodatkowe informacje |
| -------------------------------------- | ---------------------------------------- | --------------- | --------- | --- |
| Apokalipsa kanibali                    | Apocalypse domani                        | Włochy          | 1980      | Wydany w roku 2005 w wersji skróconej o 2 sek. Wycięto fragment zawierający okrucieństwo wobec zwierzęcia. |
| La bestia in calore                    | La bestia in calore                      | Włochy          | 1977      | Do dziś niewydany. |
| The Boogey Man                         | The Boogey Man                           | USA             | 1980      | Wydany w roku 1992 w wersji skróconej o 44 sek, w 2000 w nieocenzurowanej. |
| Boogeyman II: Odrodzenie               | Boogeyman II                             | USA             | 1983      | Wydany w roku 2003 w wersji zawierającej dodatkowe sceny. |
| Il cacciatore di uomini                | Il cacciatore di uomini                  | Włochy          | 1980      | Wydany w roku 2008 w wersji nieocenzurowanej. |
| Cannibal Ferox – Niech umierają powoli | Cannibal ferox                           | Włochy          | 1981      | Wydany w roku 2000 w wersji skróconej o około 6 min (w tym 6 sekund cięć BBFC). Następnie wydany w roku 2018 w wersji skróconej o 1 min i 55 sek z wyciętymi scenami okrucieństwa wobec zwierząt.                                                                       |
| Ciało dla Frankensteina                | Flesh for Frankenstein                   | USA             | 1973      | Wydany w 1996 roku w wersji skróconej o 56 sek, w 2006 w nieocenzurowanej. |
| Ciemności                              | Tenebrae aka Tenebre                     | Włochy          | 1982      | Wydany w roku 1999 w wersji skróconej o 5 sek, w 2003 w nieocenzurowanej. |
| Człowiek z głębokiej rzeki             | Il paese del sesso selvaggio             | Włochy          | 1972      | Wydany w roku 2003 w wersji skróconej o 3 min i 45 sek, w 2016 w wersji skróconej o 3 min i 1 sek. Wycięto fragmenty zawierające okrucieństwo wobec zwierząt. |
| Des diamants pour l'enfer              | Des diamants pour l’enfer                | Francja         | 1975      | Do dziś niewydany. |
| Dom na skraju parku                    | La casa sperduta nel parco               | Włochy          | 1980      | W 2002 roku wydany w wersji skróconej o 11 min i 43 sek, w 2011 w wersji skróconej o 42 sek. Wycięto fragment zawierający przemoc o podłożu seksualnym. |
| Dom na Słomianym Wzgórzu               | Exposé                                   | Wielka Brytania | 1976      | Wydany w roku 1997 w wersji skróconej o 51 sek. |
| Dom przy cmentarzu                     | Quella villa accanto al cimitero         | Włochy          | 1981      | W 1988 roku wydany w wersji skróconej o 4 min i 11 sek, w 2001 w wersji skróconej o 33 sek, a w 2009 w nieocenzurowanej. |
| Don't Go Near the Park                 | Don’t Go Near the Park                   | USA             | 1979      | Wydany w roku 2006 w wersji nieocenzurowanej. |
| The Driller Killer                     | The Driller Killer                       | USA             | 1979      | Wydany w roku 1999 w wersji skróconej o 54 sek, w 2002 w nieocenzurowanej. |
| Eksperymentalny obóz SS                | Lager SSadis Kastrat Kommandantur        | Włochy          | 1976      | W 2005 roku wydany w wersji nieocenzurowanej. |
| Evilspeak                              | Evilspeak                                | USA             | 1981      | Wydany w roku 1987 w wersji skróconej o 3 min i 34 sek, w 2004 w nieocenzurowanej. |
| Fight for Your Life                    | Fight for Your Life                      | USA             | 1977      | Do dziś niewydany. |
| Le foto di Gioia                       | Le foto di Gioia                         | Włochy          | 1987      | Wydany w roku 1987 w wersji skróconej o 16 sek, w 2017 w nieocenzurowanej. |
| Frozen Scream                          | Frozen Scream                            | USA             | 1975      | Do dziś niewydany. |
| The Ghastly Ones                       | The Ghastly Ones                         | USA             | 1968      | Do dziś niewydany. |
| Godziny odwiedzin                      | Visiting Hours                           | Kanada          | 1982      | Wydany w roku 1986 w wersji skróconej o około minutę, w 2017 w nieocenzurowanej. |
| Góra boga kanibali                     | La montagna del dio cannibale            | Włochy          | 1978      | Wydany w roku 2001 w wersji skróconej o 2 min i 6 sek, w 2018 w wersji skróconej o 2 min i 1 s. Wycięto fragmenty zawierające okrucieństwo wobec zwierząt. |
| Groza kanibali                         | Terreur cannibale                        | Francja         | 1981      | Wydany w roku 2003 w wersji nieocenzurowanej. |
| I Miss You, Hugs and Kisses            | I Miss You, Hugs and Kisses              | Kanada          | 1978      | Wydany w roku 1986 w wersji skróconej o 1 min i 6 sek jako Drop Dead Dearest. |
| Inferno                                | Inferno                                  | Włochy          | 1980      | Wydany w roku 1987 w wersji skróconej o 28 sek, w 1993 w wersji skróconej o 20 sek, a w 2010 w nieocenzurowanej. |
| Koszmar                                | Nightmare                                | USA             | 1981      | Wydany w roku 2005 w wersji skróconej o ok. 3 min (cięcia przed przesłaniem do BBFC), a w 2015 w nieocenzurowanej pod tytułem Nightmares in a Damaged Brain. |
| Krwawy księżyc                         | Die Säge des Todes                       | RFN             | 1981      | Wydany w roku 1993 w wersji skróconej o 1 min i 20 sek, w 2008 w nieocenzurowanej. |
| Krwawy obóz                            | Reazione a catena                        | Włochy          | 1971      | Wydany w roku 1994 w wersji skróconej o 43 sek, w 2010 w nieocenzurowanej. |
| Krwiożercy                             | Toxic Zombies                            | USA             | 1980      | Do dziś niewydany. |
| Love Camp 7                            | Love Camp 7                              | USA             | 1969      | W roku 2002, a potem ponownie w 2020 odmówiono przyznania filmowi certyfikatu uprawniającego do dystrybuowania go na terenie Wielkiej Brytanii. Do dziś zakazany. |
| Ludożerca                              | Antropophagus                            | Włochy          | 1980      | Wydany w roku 2002 jako The Grim Reaper w wersji skróconej przed przesłaniem do BBFC, w 2015 w nieocenzurowanej pod tytułem The Savage Island. |
| Lunapark                               | The Funhouse                             | USA             | 1981      | W roku 1987 wydany w wersji nieocenzurowanej, w 2007 z kategorią 15. |
| Mardi Gras Massacre                    | Mardi Gras Massacre                      | USA             | 1978      | Do dziś niewydany. |
| Martwe zło                             | The Evil Dead                            | USA             | 1981      | Wydany w roku 1990 w wersji skróconej o 1 min i 55 sek (w tym 1 min i 6 sek cięć BBFC), w 2001 w nieocenzurowanej. |
| Martwy i pogrzebany                    | Dead & Buried                            | USA             | 1981      | Wydany w roku 1990 w wersji skróconej o 30 sek, w 2004 w nieocenzurowanej. |
| Mordercza zakonnica                    | Suor omicidi                             | Włochy          | 1978      | Wydany w roku 1993 w wersji skróconej o 13 sek, w 2006 w nieocenzurowanej. |
| Mordercze eksperymenty                 | Human Experiments                        | USA             | 1979      | Do dziś niewydany, choć dopuszczony do dystrybucji w wersji nieocenzurowanej. |
| Nadzy i rozszarpani                    | Cannibal Holocaust                       | Włochy          | 1980      | Wydany w roku 2001 w wersji skróconej o 5 min i 44 sek. Usunięto głównie sceny mordowania zwierząt oraz gwałtów. W 2011 roku wydany w wersji skróconej o 15 sek. Pozostawiono wyciętą jedną scenę okrucieństwa wobec zwierzęcia.                                        |
| Nie chodź do lasu                      | Don’t Go in the Woods                    | USA             | 1981      | Wydany w roku 2007 w wersji nieocenzurowanej z kategorią wiekową 15. |
| Nie chodź do tego domu                 | Don’t Go in the House                    | USA             | 1980      | Wydany w roku 1987 w wersji skróconej o 3 min i 7 sek, w 2011 w nieocenzurowanej. |
| Nie zaglądaj do piwnicy                | The Forgotten                            | USA             | 1973      | Wydany w roku 2006 w wersji nieocenzurowanej z kategorią wiekową 15 jako Don't Look in The Basement. |
| Night Warning                          | Night Warning                            | USA             | 1981      | Do dziś niewydany. |
| Noc demona                             | Night of the Demon                       | USA             | 1980      | Wydany w roku 1994 w wersji skróconej o 1 min i 41 sek. |
| Noc krwiożerczych małp                 | La horripilante bestia humana            | Meksyk          | 1969      | Wydany w roku 1999 w wersji skróconej o 2 min i 50 sek przed przesłaniem do BBFC, w 2007 w nieocenzurowanej. |
| Oblicza śmierci                        | Faces of Death                           | USA             | 1978      | Wydany w roku 2003 w wersji skróconej o 2 min i 19 sek. Wycięto fragmenty zawierające okrucieństwo wobec zwierząt. |
| Oczy pełne strachu                     | Night School                             | USA             | 1981      | Wydany w roku 1987 w wersji skróconej o 1 min i 16 sek jako Terror Eyes. |
| Opętanie                               | Possession                               | NRD             | 1981      | Wydany w roku 1999 w wersji nieocenzurowanej. |
| Ostatnia orgia gestapo                 | L’ultima orgia del III Reich             | Włochy          | 1977      | W roku 2021 odmówiono przyznania filmowi certyfikatu uprawniającego do dystrybuowania go na terenie Wielkiej Brytanii. Do dziś zakazany. |
| Ostatni dom po lewej                   | The Last House on the Left               | USA             | 1972      | Wydany w roku 2002 w wersji skróconej o 31 sek, w 2003 w wersji skróconej o 28 sek, a w 2008 w nieocenzurowanej. |
| Piekło żywych trupów                   | Virus                                    | Włochy          | 1980      | Wydany w 2002 roku w wersji nieocenzurowanej pod tytułem Zombie Creeping Flesh. |
| Pluję na twój grób                     | Day of the Woman                         | USA             | 1978      | Wydany w roku 2001 w wersji skróconej o 7 min i 2 sek, w 2003 wydany w dłuższej wersji, ale zmodyfikowanej i skróconej o 41 sek. W 2010 wydany w wersji skróconej o 2 min i 54 sek jako I Spit on Your Grave. Wycięto niektóre fragmenty zawierające przemoc seksualną. |
| Pociąg tortur                          | L’ultimo treno della notte               | Włochy          | 1975      | Wydany w roku 2008 w wersji nieocenzurowanej. |
| Podpalenie                             | The Burning                              | USA             | 1981      | Wydany w roku 1992 w wersji skróconej o 9 sek, w 2002 w nieocenzurowanej. |
| La semana del asesino                  | La semana del asesino                    | Hiszpania       | 1972      | Wydany w roku 1993 w wersji skróconej o 3 sek. |
| Siedem bram piekieł                    | E tu vivrai nel terrore: L’aldilà        | Włochy          | 1981      | Wydany w roku 1987 w wersji skróconej o ok. 2 min, w 2001 w nieocenzurowanej. |
| Siekiera                               | Lisa, Lisa                               | USA             | 1974      | Wydany w roku 1999 w wersji skróconej o 19 sek, w 2005 w nieocenzurowanej pod tytułem Axe. |
| Skażenie                               | Contamination                            | Włochy          | 1980      | Wydany w roku 2004 w wersji nieocenzurowanej z kategorią wiekową 15. |
| The Slayer                             | The Slayer                               | USA             | 1982      | Wydany w roku 1992 w wersji skróconej o 14 sek, w 2001 w nieocenzurowanej. |
| Snuff                                  | Snuff                                    | USA             | 1976      | W roku 2003 dopuszczony do dystrybucji w wersji nieocenzurowanej, jednakże w dalszym ciągu niewydany na DVD. |
| Sypialnie ociekające krwią             | The Dorm That Dripped Blood              | USA             | 1982      | Wydany w roku 1992 w wersji skróconej o 10 sek jako Pranks. |
| Święto krwi                            | Bood Feast                               | USA             | 1963      | Najstarszy film na liście. Wydany w roku 2001 w wersji skróconej o 11 sek, w 2005 w nieocenzurowanej. |
| There Was a Little Girl                | There Was a Little Girl                  | Włochy          | 1981      | Wydany w roku 2004 w wersji nieocenzurowanej jako Madhouse. |
| The Toolbox Murders                    | The Toolbox Murders                      | USA             | 1978      | Wydany w roku 2000 w wersji skróconej o 1 min i 46 sek, w 2017 w nieocenzurowanej. |
| Unhinged                               | Unhinged                                 | USA             | 1982      | Wydany w roku 2004 w wersji nieocenzurowanej. |
| Wilkołak i yeti                        | La maldición de la bestia                | Hiszpania       | 1975      | Do dziś niewydany. |
| The Witch Who Came from the Sea        | The Witch Who Came from the Sea          | USA             | 1976      | Wydany w roku 2006 w wersji nieocenzurowanej. |
| Wyspa śmierci                          | Ta paidia tou diavolou                   | Grecja          | 1976      | W 2002 roku wydany w wersji skróconej o 4 min i 9 sek, w 2011 w nieocenzurowanej. |
| Zjedzeni żywcem                        | Eaten Alive                              | USA             | 1977      | Wydany w 1992 roku w wersji skróconej o 25 sek, w 2000 w nieocenzurowanej pod tytułem Death Trap. |
| Zombie – pożeracze mięsa               | Zombi II                                 | Włochy          | 1979      | Wydany w roku 1992 w wersji skróconej o 1 minutę i 46 sek, w roku 1999 w wersji skróconej o 23 sek, a w 2005 w nieocenzurowanej pod tytułem Zombi Flesh Eaters. |
| Z piekła rodem                         | Rosso sangue                             | Włochy          | 1981      | Wydany w roku 1983 w wersji skróconej o 2 min i 32 sek, w 2017 w nieocenzurowanej. |
| Żywe trupy w Manchester Morgue         | Non si deve profanare il sonno dei morti | Włochy          | 1974      | Wydany w roku 1985 w wersji skróconej o 1 min i 53 sek (w tym 26 sekund cięć BBFC), w 2002 w nieocenzurowanej. |

Oprócz listy oficjalnej istnieje także tzw. „Sekcja 3 Video Nasties” zawierająca dodatkowo 82 filmy. Część z nich do dziś nie została wydana.
Last House on Dead End Street, znany pod alternatywnym tytułem The Fun House, został pomylony z Lunaparkiem (The Funhouse) Tobe’a Hoopera, dzięki czemu uniknął trafienia na listę.

### Zakazane filmy, które nie trafiły na listę
| Film                                   | Tytuł oryginalny                             | Kraj            | Rok prod. | Dodatkowe informacje |
| -------------------------------------- | -------------------------------------------- | --------------- | --------- | --- |
| Cicha noc, śmierci noc 2               | Silent Night, Deadly Night Part 2            | USA             | 1987      | Zakazany w roku 1987 i do dziś niewydany. |
| Dzień matki                            | Mother’s Day                                 | USA             | 1980      | W 1980 roku niedopuszczony do dystrybucji kinowej. W 2015 roku ukazał się w wersji nieocenzurowanej. |
| Egzorcysta                             | The Exorcist                                 | USA             | 1973      | Przed powstaniem listy dystrybuowany w wersji nieocenzurowanej. W późniejszym czasie jego wydanie na video zostało wstrzymane przez cenzora Jamesa Fermana. Wydany w lutym 1999 roku bez cenzorskich cięć po przejściu Fermana na emeryturę.                              |
| Gurotesuku                             | Gurotesuku                                   | Japonia         | 2009      | Pozostaje zakazany od roku 2009 ze względu na przedstawienie brutalnych tortur na tle seksualnym. |
| Krew dla Draculi                       | Blood for Dracula                            | Włochy          | 1974      | Skonfiskowany przez policję ze względu na powiązanie z filmem Ciało dla Frankensteina. Pierwotnie wydany w wersji skróconej, w 1995 roku w nieocenzurowanej. |
| La noche de las gaviotas               | La noche de las gaviotas                     | Hiszpania       | 1975      | Skonfiskowany przez policję ze względu na podobieństwo do innych filmów o zombie i okładkę. W 1987 roku dopuszczony do dystrybucji w wersji skróconej o 1 min i 6 sek. W 2005 roku wydany w wersji nieocenzurowanej.                                                      |
| La ragazza del vagone letto            | La ragazza del vagone letto                  | Włochy          | 1979      | Skonfiskowany przez policję ze względu na podobieństwo do filmu Pociąg tortur. Do dziś niewydany. |
| Nędzne psy                             | Straw Dogs                                   | USA             | 1971      | Zakazany w okresie obowiązywania listy, jednakże nigdy nie został na niej umieszczony. 1 lipca 2002 roku wydany w wersji nieocenzurowanej. |
| Nowojorski rozpruwacz                  | Lo squartatore di New York                   | Włochy          | 1982      | W 1982 roku BBFC odmówiła dopuszczenia filmu do dystrybucji kinowej, jak również nakazała usunięcie z kraju wszystkich jego kopii. Wydany został w roku 2002 w wersji skróconej o 29 sekund.                                                                              |
| Madman                                 | Madman                                       | USA             | 1982      | Skonfiskowany przez policję ze względu na podobieństwo do innych filmów z gatunku slasher. Wydany w 2002 roku w wersji nieocenzurowanej. |
| Makabra                                | Macabro                                      | Włochy          | 1980      | Skonfiskowany przez policję w związku z drastyczną okładką. W 1987 roku wydany w wersji nieocenzurowanej. |
| Maniak                                 | Maniac                                       | USA             | 1980      | Niedopuszczony w roku 1981 do dystrybucji kinowej, a w 1998 do dystrybucji wideo. Wydany w wersji skróconej o 58 sekund w roku 2002. |
| Miasto żywej śmierci                   | Paura nella città dei morti viventi          | Włochy          | 1980      | Pierwotnie dystrybuowany z wyciętą jedną sceną. W 1987 roku wydany w wersji skróconej o 2 min i 21 sek. W 2001 roku dopuszczony do dystrybucji w wersji nieocenzurowanej.                                                                                                 |
| Mechaniczna pomarańcza                 | A Clockwork Orange                           | Wielka Brytania | 1971      | Mylnie uważa się, że film został zakazany przez BBFC, w rzeczywistości jednak w dwa lata po premierze sam Kubrick zabronił jego wyświetlania ze względu na osoby naśladujące brutalne zachowania bohaterów. Rok po śmierci reżysera ukazał się w wersji nieocenzurowanej. |
| Mikey                                  | Mikey                                        | USA             | 1992      | Zakazany w 1996 roku. Do dziś niewydany. |
| Teksańska masakra piłą mechaniczną III | Leatherface: The Texas Chainsaw Massacre III | USA             | 1990      | Zakazany w roku 1990. Wydany w 2004 roku w wersji skróconej o 4 min i 18 sek. |
| Wiklinowy koszyk                       | Basket Case                                  | USA             | 1982      | Skonfiskowany przez policję ze względu na podobieństwo do innych filmów z gatunku slasher. Pierwotnie wydany w wersji skróconej (dodatkowo skrócony o 35 sekund w 1987 roku). W 1999 roku wydany w wersji nieocenzurowanej.                                               |